# Трухина, Лариса Николаевна
Лари́са Никола́евна Тру́хина (род. 20 июля 1958 года, Горно-Алтайск, Горно-Алтайская автономная область, РСФСР, СССР) — советская и российская певица. Народная артистка Российской Федерации (1999), кандидат искусствоведения, общественный деятель, солистка Москонцерта; исполнительница народных песен, романсов, а также песен современных авторов. Лауреат телефестиваля «С песней по жизни».

## Биография
Родилась 20 июля 1958 года в городе Горно-Алтайске. Юношеские школьные годы прошли в Белоруссии. Поступила и закончила в Москве в музыкальное училище имени М. М. Ипполитова-Иванова и музыкально-педагогический институте имени Гнесиных на отделении народного сольного пения. С 1985 года и по настоящее времени работает в ГБУК «Москонцерт», лауреат Всероссийских и Международных конкурсов, заслуженная артистка Российской Федерации (1991), народная артистка Российской Федерации (1999), единственная в мире концертирующая певица-исполнительница народных песен, которая в 2015 защитила диссертацию и имеет учёную степень кандидата искусствоведения.
Выступала практически во всех регионах России, СССР, СНГ и представляла отечественную музыкальную культуру во многих странах. Принимала участие во многих передачах китайского, немецкого, словацкого, греческого, японского, монгольского, австралийского, португальского, кубинского, новозеландского, чешского, американского телевидения. Своим многосторонним творчеством вносит огромный вклад в отечественную и мировую музыкальную культуру. Зарубежные СМИ назвали Ларису Николаевну Трухину «Золотым голосом России».
С серьёзным риском для жизни  проводила много благотворительных концертов в областях, пострадавших после Чернобыльской аварии, в «горячих точках» на Кавказе, в Чечне, в 2001-й мотострелковой дивизии в Таджикистане. Много раз выступала в Сербии, Боснии и Герцеговине для мирного гражданского населения, Российских миротворцев и миротворцев ООН. Не раз пела для моряков Северного, Балтийского, Тихоокеанского и Черноморского Флотов. По настоящее время выступает для воинов и их семей в отдаленных воинских гарнизонах, у пограничников, в госпиталях. Очень плодотворно сотрудничает с ветеранскими организациями, выступает на мероприятиях, проводимых для ветеранов войны и труда, силовых структур, инвалидов, в детских домах и домах престарелых.
К 60-летию освобождения концлагеря Освенцим записала балладу «Берёзки-бжезинки» на стихи узника Освенцима Г. Ф. Иванова, музыка заслуженного деятеля искусств РФ Ю. А. Зацарного. Диск с записью баллады был передан в музей Освенцима, участникам встречи во время визита в Польшу Президента РФ Владимира Путина.
В 2013 году выступала в концертных программах «Истории славной страницы», посвящённых 70-летию Победы в Курской битве. В патриотических вечерах цикла «Авиация и культура», проводимых Благотворительным общественным фондом «Мир Сент-Экзюпери».
- 1975 — поступила в Московское музыкальное училище имени М.М. Ипполитова-Иванова.
- 1984 — окончила Московский музыкально-педагогический институт имени Гнесиных по классу народного пения. 
  - с этого же года начала записываться на Всесоюзном радио[1],
  - участвовать в программах Центрального телевидения[1]:
    - «Новогодний огонёк»,
    - «Музыкальный киоск»,
    - «Играй, гармонь»,
    - «Песня далёкая и близкая»
    - и др.
- 1984 — лауреат телевизионного конкурса «С песней по жизни».
- 1987 — Представляла СССР в культурной программе «Экспо-87» в Австралии.
  - В этом же году — лауреат Всесоюзного радиоконкурса «Новые имена»,
- 1988 — участвовала в Международном фольклорном фестивале в Москве,
- 1989 — лауреат конкурса «Еврофолк-89» в Нидерландах.
- 2015 — защитила кандидатскую диссертацию[2];
  - 2015 — учёная степень кандидат искусствоведения.

Протестовала против закрытия Академии проблем безопасности, обороны и правопорядка, несмотря на то, что Академия грубо нарушала законодательство Российской Федерации.

## Награды и звания

### Государственные и региональные награды
- Орден Дружбы (12 июня 2008 года) — за заслуги в развитии отечественной культуры и искусства, многолетнюю плодотворную деятельность[4].
- Медаль Франциска Скорины (Белоруссия, 31 августа 2006 года) — за значительный личный вклад в развитие и приумножение духовного и интеллектуального потенциала, культурного наследия белорусского народа[5].
- Медаль «В память 850-летия Москвы» (1997).
- Медаль «За веру и добро» (Кемеровская область, 1 марта 2006 года).
- Медаль «За заслуги перед обществом» (Алтайский край, 7 марта 2012 года).
- Народная артистка Российской Федерации (1 апреля 1999 года) — за большие заслуги в области искусства[6].
- Заслуженная артистка РСФСР (24 сентября 1991 года) — за заслуги в области советского искусства[7].

### Премии
- Премия МВД России (2001) — за активную творческо-шефскую работу среди личного состава органов и подразделений МВД России.

### Церковные и конфессиональные награды
- Орден Преподобного Сергия Радонежского III степени (24 мая 2008 года).
- Орден святой равноапостольной княгини Ольги III степени (24 мая 2001 года).
- Орден Святой Равноапостольной Нины Просветительницы Грузии (3 июня 2008 года).

### Ведомственные и прочие награды
- Медаль «За укрепление боевого содружества» (22 февраля 2000 года)
- Медаль «За укрепление УИС России» (7 июня 2000 года)
- Памятный знак «Защитник Отечества» (19 октября 2000 года)
- Медаль «200 лет МВД» (5 июня 2001 года)
- Знак «200 лет МВД» (11 ноября 2001 года)
- Памятный знак Уголовно-исполнительной системы Министерства юстиции Российской Федерации (19 октября 2001 года)
- Знак МВД «Участник боевых действий» (23 марта 2002 года)
- Медаль Александра Суворова За вклад в литературу и культурное наследие России (5 февраля 2003 года).
- Знак Минюста «За отличие в службе» II степени (21 марта 2003 года)
- Знак «За содействие МВД» (5 ноября 2003 года)
- Диплом Лауреата Премия Минюста России в области литературы и искусства в номинации музыкальное искусство (2004)
- Орден Петра Великого I степени (18 октября 2004 года)
- Медаль Екатерины Великой «За выдающиеся заслуги перед народами» Организации Объединённых Наций (2005)
- Медаль «60 лет Победы в Великой Отечественной войне» (2005)
- Почётная Грамота Республики Беларусь (Комитет по делам религий и национальностей при Совете Министров Республики Беларусь) (2005)
- «Звезда Славы» (2005)
- Медаль ордена «Духовного Единства Народов Мира» (1 июня 2005)
- Пушкинская медаль «Ревнителю Просвещения» (В память 200-летия со дня рождения А.С. Пушкина) (15 августа 2005 года)
- Орден М.В. Ломоносова (17 августа 2005 года)
- Памятная медаль «Участнику контртеррористической операции на Кавказе» (9 ноября 2005 года)
- Медаль «За боевое содружество» (26 октября 2005 года)
- Орден «Служение Искусству» (26 мая 2006 года)
- Премия Генералиссимуса Александра Суворова (9 января 2007 года)
- Орден Екатерины Великой (22 ноября 2007 года)
- Памятный знак «90 лет Вооружённых Сил СССР» (23 февраля 2008 года)
- Орден «За службу России» (22 августа 2008 года)
- Орден «За верность долгу» II степени (9 июля 2009 года)
- Наградной знак-медаль «Честь и польза» (12 ноября 2009 года)
- Памятная медаль «Непокорённые» (21 декабря 2009 года)
- Медаль «За вклад в подготовку празднования к 65-летию Победы в Великой Отечественной войне» (8 февраля 2010 года)
- Памятный знак «70 лет битвы за Москву» (2011)
- Памятная медаль «200 лет М.Ю. Лермонтову» (2014)
- Памятная медаль «70 лет Великой Победы» (2015)
- Орден Святых Равноапостольных Кирилла и Мефодия (2015)
- Памятная медаль «75 лет Панфиловской дивизии» (15 июля 2016 года)
- Юбилейная медаль «Первый полёт человека в космос выполнил! Юрий Алексеевич Гагарин 12.04 1961-12.04 2016 гг.» (22 января 2018 года)
- Памятный знак «75 лет битвы под Москвой» (22 января 2018 года)
- Медаль в ознаменование 100-летия Советской Армии и Военно-Морского Флота (23 февраля 2018 года)
- Медаль имени Николая Анисимовича Щёлокова (27 апреля 2018 года)
- Медаль «За общественное служение Союзному государству» (20 июля 2018 года)

## Дискография
- «Ох, сердце моё» (1990)
- «Волга волнами сияет» (1991)
- «Если Волга разольётся» (1991)
- «Волга-речка» (1995)
- «Колыбельные, потешки, пестушки» (1997)
- «Я на горку шла» (1999)
- «Талисман» (1999) (Германия)
- «Я – Москва» (2001)
- «Рожок и песня удалая!» (2004)
- «Дорога к храму» (2004)
- «Верой, правдой Отечеству служить» (2004)
- «Под гармонь» (2004)
- «Московский хоровод» (2005)
- «На нашей сторонке» (2005)
- «Победа останется с нами!» (2005)
- «Беларусь – Россия» (2005)
- «Россия – песня моя!» (2010)
- «Над зямлёй Беларусі» (2015)
- «Тебе мои песни, Москва» (2017)

## Публикации
Диссертация
Л.Н. Трухина «К проблеме становления жанра русской народной песни на эстраде. На примере творчества Ольги Васильевны Ковалёвой». ГИИ. 12. 11. 2015.
Опубликованы следующие работы в рецензируемых изданиях ВАК
1. Трухина Л. Н. Уличное пение и Ольга Ковалёва // Обсерватория культуры. — 2013. — № 2. — С. 95-101.
2. Трухина Л. Н. Русская народная песня в судьбе Ольги Ковалёвой // Традиционная культура. — 2014. — № 2. — С. 28-38.
3. Трухина Л. Н. Русская народная песня у истоков становления  радиовещания // Научное мнение. — 2014. — № 5. — С. 223-231.
В других изданиях
4. Трухина Л. Н. «Деревня в ночи, как уголёк в печи»: Сб. статей / Сост. Дуков Е. В. Ночь — Закономерности. Ритуалы. Искусство. — М.: Искусство, 2012. — С. 152-182.
5. Трухина Л. Н. Учить по совести: Сборник воспоминаний и материалов. (К 110-летию со дня рождения Елены Константиновны Гедевановой) / Сост. Н. В. Ерохина, Б. М. Зиганшин; ГМПИ им. Ипполитова-Иванова. — М.: ООО Изд.-ство РИТМ, 2012. — С. 71-83.
6. Трухина Л. Н. Дочь земли нашей русской, Мария! Мордасова М. Н. // Регион — Центр. ЦФО. — М.: ЗАО «ИД ПР-пресс», 2004. — XIX—XXI. — С. 116-118.
7. Трухина Л. Н Вступительная статья // Бела зоренька — русские народные песни из собрания народной артистки РФ Л. Н. Трухиной. — М. : МГУКИ, 2010. — С. 1-85.
8. Трухина Л. Н. Как рождаются песни // Зацарный Ю. А. Мой край задумчивый и нежный. Вокальные сочинения на стихи С. А. Есенина. (Избранное). — М.: МГУКИ, МГМ С. А. Есенина, 2012. — С. 1-2.
9. Трухина Л. Н. Услышать музыку // Народное творчество. — 2012. — С. 45.
10. Трухина Л. Н. Вступительная статья // Зацарный Ю. А. Родные дали. — М.: Современная музыка, 2013. — С. 3-4.
11. Трухина Л. Н. О сборнике «Милые глаза». Вокальные произведения для голоса без сопровождения из собрания Ларисы Трухиной. — М.: Современная музыка, 2014. — С. 1-2.
12. Трухина Л. Н. Голос России XX века Людмила Георгиевна Зыкина (1929-2009) // Хрестоматия сольного народного пения. — М.: Современная музыка, 2014. — С. 4-6.
13. Трухина Л. Н. Народный поэт России XX века Виктор Фёдорович Боков (1914-2009) // Поле русское, родное. Песни на стихи Виктора Фёдоровича Бокова: хрестоматия. — М.: Современная музыка, 2014. — С. 6-8.
14. Трухина Л. Н. Моя судьба — песня. Ольга Ковалёва // Народное творчество. — 2014. — № 3. — Июнь. — С. 7-8.
15. Трухина Л. Н. Чтобы песня была выше быта: Ольга Ковалёва // Народное творчество. — 2014. — № 4. — Август. — С. 7.
16. Трухина Л. Н. И о любви, и о судьбе: О. Б. Воронец // Хрестоматия сольного народного пения. 30 песен из репертуара Ольги Воронец. — М.: Современная музыка, 2015. — С. 6-15.
17. Трухина Л. Н. Люблю тебя, Белая Русь!: Музыкальный альбом вокальных сочинений из репертуара народной артистки России Ларисы Николаевны Трухиной. — М.: Современная музыка, 2015. — С. 46.
18. Трухина Л. Н. Дочь земли нашей русской, Мария!: Сб. статей / Сост. Кузнецова О.А. // Эстрада сегодня и вчера. О некоторых эстрадных жанрах XX-XXI веков. — М.: ГИИ, 2016. — С. 265-274.
19. Трухина Л. Н. Москва Фестивальная // Песни о столице на стихи московских поэтов. Из репертуарного собрания народной артистки России Ларисы Николаевны Трухиной. — М.: Современная музыка, 2017. — С. 3-5.
20. Трухина Л. Н. О сборнике  хоровые произведения композитора Ю. А. Зацарного // Хоровые произведения без сопровождения. — М.: Современная музыка, 2018. — С. 3-4.